# Filips Willem van Oranje
Filips Willem (Buren, 19 december 1554 – Brussel, 20 februari 1618), prins van Oranje, graaf van Nassau, graaf van Buren, was de oudste zoon van Willem van Oranje en zijn eerste echtgenote Anna van Egmond.

## Geboorte en jeugd
Filips Willem werd op 19 december 1554 op het kasteel van Buren geboren. Zijn vader Willem van Oranje was een invloedrijke edelman aan het hof van keizer Karel V. Filips Willem werd katholiek gedoopt. Hij werd genoemd naar Filips, de zoon van Karel V, die later zijn vader zou opvolgen als landsheer van de Nederlanden en koning van Spanje. Zijn tweede doopnaam Willem komt van zijn grootvader van vaders kant. Bij geboorte kreeg hij de titel graaf van Buren. Zijn moeder Anna van Egmont, ook bekend als Anna van Buren, overleed drie jaar na zijn geboorte.
In 1566 brak in de Nederlanden de Opstand uit. Willem van Oranje trad bijna niet op tegen de opstandelingen en raakte hiermee uit de gratie bij Filips II. Hij werd veroordeeld voor hoogverraad en vluchtte naar zijn stamslot Dillenburg in Duitsland. Zijn bezittingen in de Nederlanden werden verbeurd verklaard.
Filips Willem, die toen student was aan de Universiteit van Leuven, werd gevangengenomen in zijn studieverblijf,  het refugiehuis van de Abdij van Sint-Truiden. Vanuit Leuven werd hij in februari 1568 naar Spanje gevoerd. Dit gebeurde op aanraden van Granvelle, die zich zo kon revancheren op zijn rivaal. Toen de soldaten bij de universiteit kwamen om de student gevangen te nemen, stonden bij de ingang het hoofd van de universiteit, het bestuur en de hoogleraren om de ontvoering te voorkomen. Het zou de rechten van de universiteit schenden. Alleen de rector mocht volgens de privileges een student aanhouden. Het mocht niet baten en Filips Willem werd meegenomen. Hij kreeg twee dagen de tijd om zijn bagage en entourage voor te bereiden op de reis, die hem eerst naar Antwerpen en van daar naar Spanje bracht. Filips Willem diende als gijzelaar in Spaanse handen te blijven en zou zijn vader nooit meer terug zien.
Gedurende zijn lange verblijf in Spanje kreeg hij een katholieke opvoeding. Aan de universiteit van Alcalá de Henares voltooide hij zijn studies. Hij studeerde vooral talen, waarvoor hij al eerder in Leuven belangstelling getoond had. Filips Willem sprak vlot Latijn, Spaans, Frans, Italiaans, Duits en Nederlands. Over zijn studentenleven zijn verder geen gegevens bekend. Het doel van de Spaanse koning was om Filips Willem zo lang mogelijk in Spanje te houden om zo de herinnering aan zijn afstamming en aan de Nederlanden te doen verdwijnen. Na het voltooien van zijn studies kreeg Filips Willem een nieuwe verblijfplaats toegewezen in het kasteel van Arévalo, een versterkte stad in de provincie Ávila. De burcht van Arévalo was gebouwd tussen de 12de en de 16de eeuw en bood niet al te veel comfort. Het is niet duidelijk hoe het verblijf van de prins daar verliep. Hij werd niet als een gevangene behandeld, maar hij werd buiten alle mogelijke politieke en andere beslissingen gehouden. Bovendien had de prins weinig of geen eigen inkomsten. Daarnaast was in Arévalo zelf weinig te beleven. Tijdens zijn verblijf werd de prins hoofdzakelijk omringd door Spaans personeel, omdat men zoveel mogelijk contacten met de Nederlanden wilde vermijden. Toch probeerde Filips Willem via brieven toenadering te zoeken tot zijn vader, hetgeen verboden was door de Spaanse overheid. Toen een Spaanse kapitein na de moord op Willem van Oranje Filips Willem een bezoek bracht in Spanje, begon deze Willem te beledigen. Filips Willem kon dit niet verdragen en gooide de Spanjaard door het raam. Deze overleefde zijn val niet.
Tijdens zijn gedwongen verblijf in Spanje nam zijn zus Maria zijn taken in de Noordelijke Nederlanden waar.

## Status

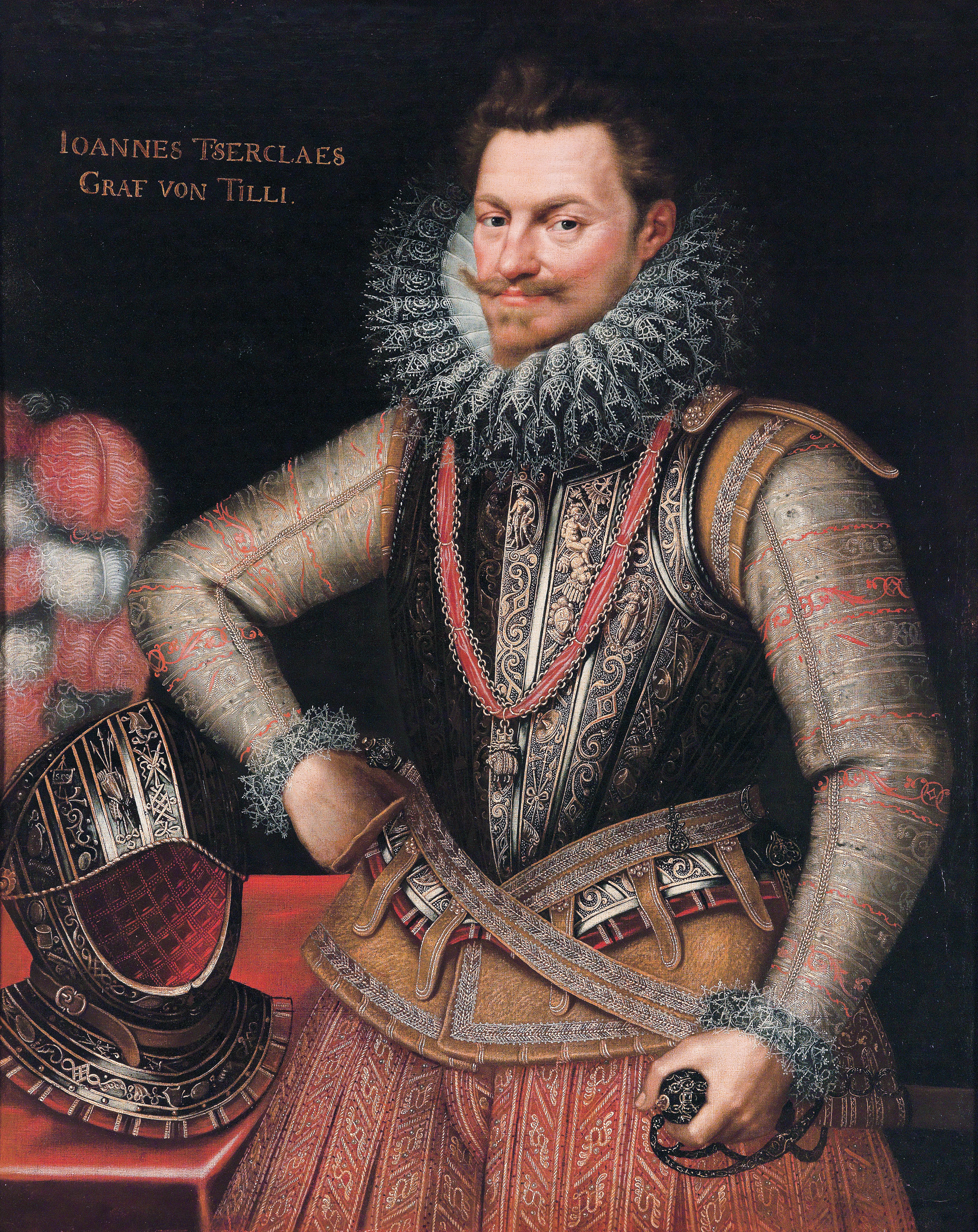
Filips Willem van Oranje in kuras en met de Orde van het Gulden Vlies, circa 1599-1600 door Frans Pourbus II. De tekst aan de linkerkant die hem identificeert als Johan t'Serclaes van Tilly is later toegevoegd en is incorrect.

Bij de dood van zijn vader in 1584 erfde Filips Willem het vorstendom Oranje en het graafschap Buren. In 1595 besliste hij om samen met aartshertog Albrecht, die op dat moment was aangesteld als landvoogd, naar Brussel te reizen. Bij zijn terugkeer in de Nederlanden hoopte Filips Willem zijn rechten als oudste zoon van Willem van Oranje te doen gelden. De Staten-Generaal weigerden hem echter een inreisvergunning, zodat hij nog steeds geen toegang had tot de bezittingen. Hij bleef afhankelijk van zijn relatie met de aartshertog, die hem een protocollaire plaats in de Raad van State gaf, waarna hij ook in de Orde van het Gulden Vlies opgenomen werd. Toen hij in 1598 met Albrecht naar Spanje terugkeerde voor diens huwelijk, werd hij gehuldigd als Prins van Oranje.
Ondanks zijn trouw aan de aartshertog bleef Filips Willem toenadering zoeken tot zijn familie, wat ertoe leidde dat hij in 1600 zijn bezittingen Zichem en Diest terugkreeg. In 1602 deed de prins zijn Blijde Intrede in Diest. Tijdens deze plechtigheid beloofde hij om de privileges van de stad te respecteren en de belangen van de inwoners te beschermen. Anderzijds zwoeren het stadsbestuur en de geestelijkheid een eed van trouw aan de nieuwe heer.
Filips Willem had steun nodig om zijn gezag in het Prinsdom Orange effectief te vestigen en richtte zich hiervoor tot de koning, al was hun relatie moeizaam. Hendrik IV zag een waardevolle bondgenoot in de Nederlandse prins en wilde hem steunen, op voorwaarde dat Filips Willem zou trouwen met zijn nicht Eleonora. Op 23 november 1606 sloot hij in Fontainebleau het verstandshuwelijk met Eleonora van Bourbon-Condé (1587-1619), een dochter van Hendrik I van Bourbon-Condé. Het leeftijdsverschil tussen de twee partners was meer dan dertig jaar: hij was 51 jaar oud, zij slechts 19. Het huwelijk bleef kinderloos.
De aartshertog reageerde negatief op dit huwelijk waarvoor hem als beschermheer geen toestemming gevraagd was, wat voor Willems familie aanleiding was om weer toenadering te zoeken. Na een loyaliteitsverklaring aan de Staten-Generaal in 1607 liet Filips Willem zich in 1608 inhuldigen als graaf van Buren, waarna Maurits zijn halfbroer voor de eerste keer opzocht. De tweede keer was bij de inhuldiging van Filips Willem als heer van Breda in 1608, waar ook hun jongere halfbroer Frederik Hendrik aanwezig was. Dit was de eerste keer dat de drie halfbroers samenkwamen.
Door zijn loyaliteitsverklaring aan de Staten-Generaal in 1607 kreeg Filips Willem uiteindelijk toegang tot de bezittingen in de Noordelijke Nederlanden waar hij recht op had als oudste zoon van Willem van Oranje. In 1609 werd tussen de halfbroers een tractaet van partage (verdeling) gesloten. De bezittingen van de familie werden verdeeld tussen Filips Willem, Maurits en Frederik Hendrik. De familietwisten over de erfenis van Willem van Oranje kwamen hierdoor tot een einde.

## Overlijden

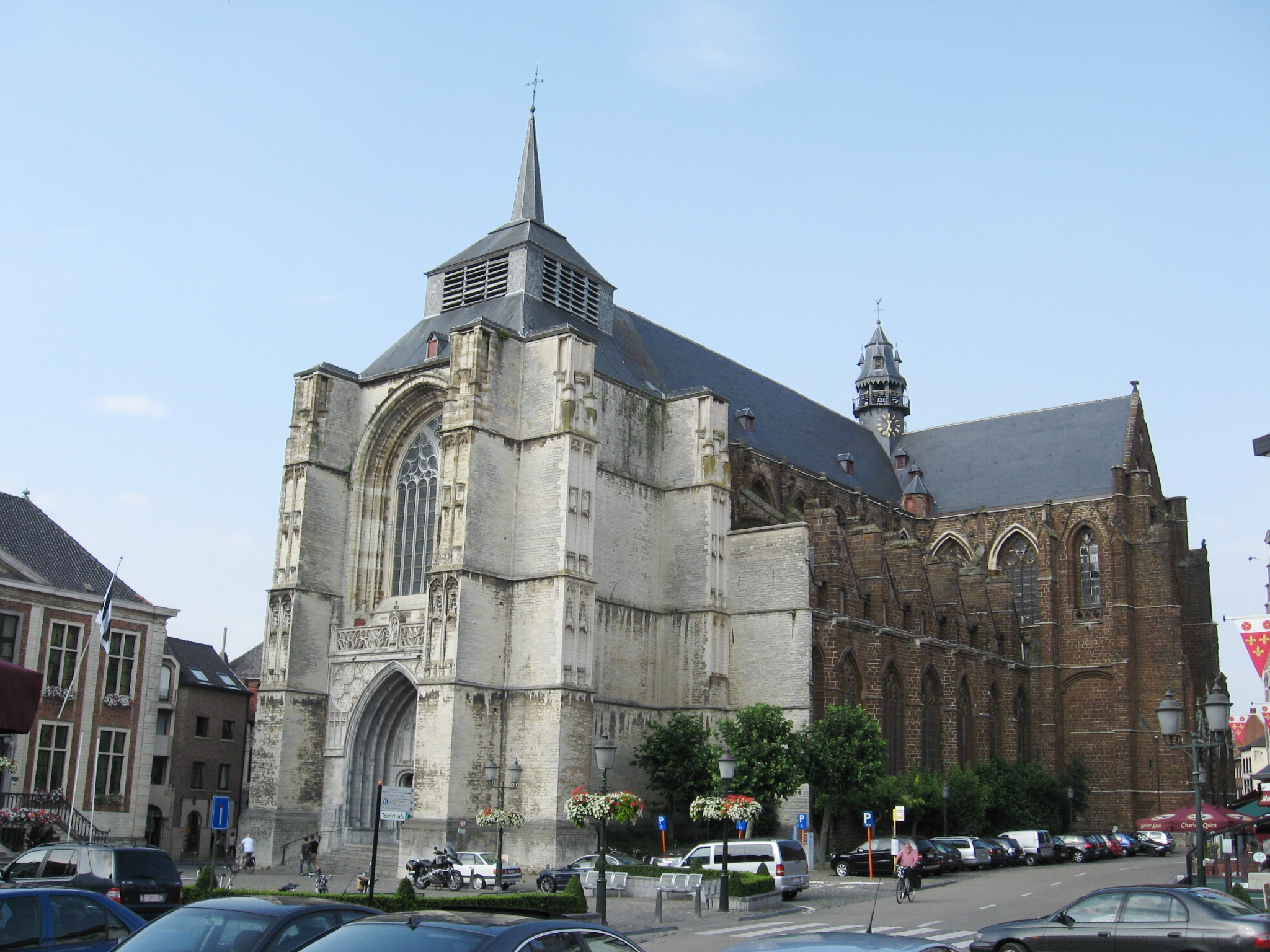
Sint-Sulpitiuskerk te Diest

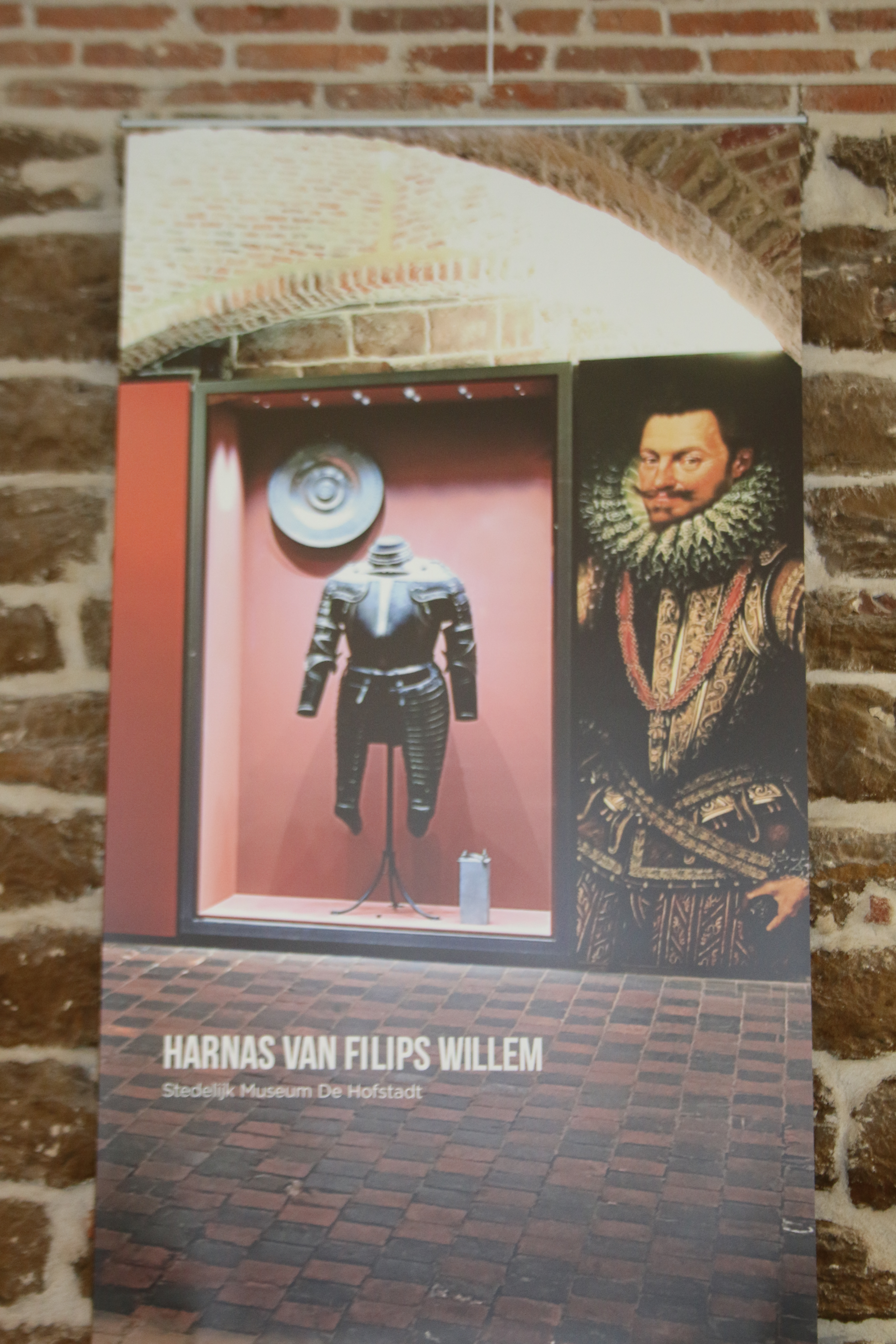
Filips Willem van Oranje in Diest

Filips Willem overleed op 20 februari 1618 op 63-jarige leeftijd in Brussel na een verkeerde klysmabehandeling. Hij ligt begraven in de Sint-Sulpitiuskerk te Diest. In zijn testament had Filips Willem laten optekenen dat hij begraven zou willen worden in Orange, Lons-le-Saunier, Breda of Diest, en wel in de stad die het dichtst bij zijn plaats van overlijden lag. In dat testament maakte hij zijn bezittingen niet over aan zijn vrouw, maar aan zijn halfbroer Maurits. Ook vermaakte hij een grote som geld aan de parochie van de Sint-Sulpitiuskerk, opdat daar voor hem jaarlijks een plechtig requiem zou worden opgedragen. Toen dit testament 'herontdekt' werd, is de mis voor de hooggeboren overledene in ere hersteld. De stad Diest eert Filips Willem als teken van de verbondenheid van de stad met het Huis van Oranje-Nassau. In 2018 hield de stad een feestjaar ter ere van Filips Willem. Zijn leven en zijn band met de Oranjestad werden herdacht met een historische tentoonstelling, een feestweekend en allerhande activiteiten.

## Kwartierstaat
| Jan V van Nassau-Dillenburg (1455-1516) | Jan V van Nassau-Dillenburg (1455-1516) | Jan V van Nassau-Dillenburg (1455-1516) | Jan V van Nassau-Dillenburg (1455-1516) | Jan V van Nassau-Dillenburg (1455-1516)    | Jan V van Nassau-Dillenburg (1455-1516)    | Elisabeth van Hessen-Marburg (1466–1523)   | Elisabeth van Hessen-Marburg (1466–1523)   | Elisabeth van Hessen-Marburg (1466–1523)   | Elisabeth van Hessen-Marburg (1466–1523)   | Elisabeth van Hessen-Marburg (1466–1523) | Elisabeth van Hessen-Marburg (1466–1523) |                               |                               | Botho III van Stolberg-Wernigerode (1467-1538) | Botho III van Stolberg-Wernigerode (1467-1538) | Botho III van Stolberg-Wernigerode (1467-1538) | Botho III van Stolberg-Wernigerode (1467-1538) | Botho III van Stolberg-Wernigerode (1467-1538) | Botho III van Stolberg-Wernigerode (1467-1538) | Anna van Eppstein-Königstein (1481-1538)     | Anna van Eppstein-Königstein (1481-1538)     | Anna van Eppstein-Königstein (1481-1538) | Anna van Eppstein-Königstein (1481-1538) | Anna van Eppstein-Königstein (1481-1538) | Anna van Eppstein-Königstein (1481-1538) |                                      |                                      | Floris van Egmont, graaf van Buren (1470-1539) | Floris van Egmont, graaf van Buren (1470-1539) | Floris van Egmont, graaf van Buren (1470-1539) | Floris van Egmont, graaf van Buren (1470-1539) | Floris van Egmont, graaf van Buren (1470-1539) | Floris van Egmont, graaf van Buren (1470-1539) | Margaretha van Glymes (1481–1551)  | Margaretha van Glymes (1481–1551)  | Margaretha van Glymes (1481–1551)  | Margaretha van Glymes (1481–1551)  | Margaretha van Glymes (1481–1551) | Margaretha van Glymes (1481–1551) |                             |                             | Hugo de Lannoy (ca. 1486-1527) | Hugo de Lannoy (ca. 1486-1527) | Hugo de Lannoy (ca. 1486-1527)  | Hugo de Lannoy (ca. 1486-1527)  | Hugo de Lannoy (ca. 1486-1527)  | Hugo de Lannoy (ca. 1486-1527)  | Maria van Bouchout (ca. 1490-1563) | Maria van Bouchout (ca. 1490-1563) | Maria van Bouchout (ca. 1490-1563) | Maria van Bouchout (ca. 1490-1563) | Maria van Bouchout (ca. 1490-1563) | Maria van Bouchout (ca. 1490-1563) |  |  |  |  |  |  |  |  |  |  |  |  |  |  |  |  |  |  |  |  |  |  |  |  |  |  |  |  |  |  |  |  |  |  |  |  |  |  |  |  |  |  |  |  |  |  |  |  |
| Jan V van Nassau-Dillenburg (1455-1516) | Jan V van Nassau-Dillenburg (1455-1516) | Jan V van Nassau-Dillenburg (1455-1516) | Jan V van Nassau-Dillenburg (1455-1516) | Jan V van Nassau-Dillenburg (1455-1516)    | Jan V van Nassau-Dillenburg (1455-1516)    | Elisabeth van Hessen-Marburg (1466–1523)   | Elisabeth van Hessen-Marburg (1466–1523)   | Elisabeth van Hessen-Marburg (1466–1523)   | Elisabeth van Hessen-Marburg (1466–1523)   | Elisabeth van Hessen-Marburg (1466–1523) | Elisabeth van Hessen-Marburg (1466–1523) |                               |                               | Botho III van Stolberg-Wernigerode (1467-1538) | Botho III van Stolberg-Wernigerode (1467-1538) | Botho III van Stolberg-Wernigerode (1467-1538) | Botho III van Stolberg-Wernigerode (1467-1538) | Botho III van Stolberg-Wernigerode (1467-1538) | Botho III van Stolberg-Wernigerode (1467-1538) | Anna van Eppstein-Königstein (1481-1538)     | Anna van Eppstein-Königstein (1481-1538)     | Anna van Eppstein-Königstein (1481-1538) | Anna van Eppstein-Königstein (1481-1538) | Anna van Eppstein-Königstein (1481-1538) | Anna van Eppstein-Königstein (1481-1538) |                                      |                                      | Floris van Egmont, graaf van Buren (1470-1539) | Floris van Egmont, graaf van Buren (1470-1539) | Floris van Egmont, graaf van Buren (1470-1539) | Floris van Egmont, graaf van Buren (1470-1539) | Floris van Egmont, graaf van Buren (1470-1539) | Floris van Egmont, graaf van Buren (1470-1539) | Margaretha van Glymes (1481–1551)  | Margaretha van Glymes (1481–1551)  | Margaretha van Glymes (1481–1551)  | Margaretha van Glymes (1481–1551)  | Margaretha van Glymes (1481–1551) | Margaretha van Glymes (1481–1551) |                             |                             | Hugo de Lannoy (ca. 1486-1527) | Hugo de Lannoy (ca. 1486-1527) | Hugo de Lannoy (ca. 1486-1527)  | Hugo de Lannoy (ca. 1486-1527)  | Hugo de Lannoy (ca. 1486-1527)  | Hugo de Lannoy (ca. 1486-1527)  | Maria van Bouchout (ca. 1490-1563) | Maria van Bouchout (ca. 1490-1563) | Maria van Bouchout (ca. 1490-1563) | Maria van Bouchout (ca. 1490-1563) | Maria van Bouchout (ca. 1490-1563) | Maria van Bouchout (ca. 1490-1563) |  |  |  |  |  |  |  |  |  |  |  |  |  |  |  |  |  |  |  |  |  |  |  |  |  |  |  |  |  |  |  |  |  |  |  |  |  |  |  |  |  |  |  |  |  |  |  |  |
|                                         |                                         |                                         |                                         |                                            |                                            |                                            |                                            |                                            |                                            |                                          |                                          |                               |                               |                                                |                                                |                                                |                                                |                                                |                                                |                                              |                                              |                                          |                                          |                                          |                                          |                                      |                                      |                                                |                                                |                                                |                                                |                                                |                                                |                                    |                                    |                                    |                                    |                                   |                                   |                             |                             |                                |                                |                                 |                                 |                                 |                                 |                                    |                                    |                                    |                                    |                                    |                                    |  |  |  |  |  |  |  |  |  |  |  |  |  |  |  |  |  |  |  |  |  |  |  |  |  |  |  |  |  |  |  |  |  |  |  |  |  |  |  |  |  |  |  |  |  |  |  |  |
|                                         |                                         |                                         |                                         | Willem I van Nassau-Dillenburg (1487–1559) | Willem I van Nassau-Dillenburg (1487–1559) | Willem I van Nassau-Dillenburg (1487–1559) | Willem I van Nassau-Dillenburg (1487–1559) | Willem I van Nassau-Dillenburg (1487–1559) | Willem I van Nassau-Dillenburg (1487–1559) |                                          |                                          |                               |                               |                                                |                                                | Juliana van Stolberg-Wernigerode (1506-1580)   | Juliana van Stolberg-Wernigerode (1506-1580)   | Juliana van Stolberg-Wernigerode (1506-1580)   | Juliana van Stolberg-Wernigerode (1506-1580)   | Juliana van Stolberg-Wernigerode (1506-1580) | Juliana van Stolberg-Wernigerode (1506-1580) |                                          |                                          |                                          |                                          |                                      |                                      |                                                |                                                |                                                |                                                | Maximiliaan van Egmont (1509-1548)             | Maximiliaan van Egmont (1509-1548)             | Maximiliaan van Egmont (1509-1548) | Maximiliaan van Egmont (1509-1548) | Maximiliaan van Egmont (1509-1548) | Maximiliaan van Egmont (1509-1548) |                                   |                                   |                             |                             |                                |                                | Françoise de Lannoy (1513-1562) | Françoise de Lannoy (1513-1562) | Françoise de Lannoy (1513-1562) | Françoise de Lannoy (1513-1562) | Françoise de Lannoy (1513-1562)    | Françoise de Lannoy (1513-1562)    |                                    |                                    |                                    |                                    |  |  |  |  |  |  |  |  |  |  |  |  |  |  |  |  |  |  |  |  |  |  |  |  |  |  |  |  |  |  |  |  |  |  |  |  |  |  |  |  |  |  |  |  |  |  |  |  |
|                                         |                                         |                                         |                                         | Willem I van Nassau-Dillenburg (1487–1559) | Willem I van Nassau-Dillenburg (1487–1559) | Willem I van Nassau-Dillenburg (1487–1559) | Willem I van Nassau-Dillenburg (1487–1559) | Willem I van Nassau-Dillenburg (1487–1559) | Willem I van Nassau-Dillenburg (1487–1559) |                                          |                                          |                               |                               |                                                |                                                | Juliana van Stolberg-Wernigerode (1506-1580)   | Juliana van Stolberg-Wernigerode (1506-1580)   | Juliana van Stolberg-Wernigerode (1506-1580)   | Juliana van Stolberg-Wernigerode (1506-1580)   | Juliana van Stolberg-Wernigerode (1506-1580) | Juliana van Stolberg-Wernigerode (1506-1580) |                                          |                                          |                                          |                                          |                                      |                                      |                                                |                                                |                                                |                                                | Maximiliaan van Egmont (1509-1548)             | Maximiliaan van Egmont (1509-1548)             | Maximiliaan van Egmont (1509-1548) | Maximiliaan van Egmont (1509-1548) | Maximiliaan van Egmont (1509-1548) | Maximiliaan van Egmont (1509-1548) |                                   |                                   |                             |                             |                                |                                | Françoise de Lannoy (1513-1562) | Françoise de Lannoy (1513-1562) | Françoise de Lannoy (1513-1562) | Françoise de Lannoy (1513-1562) | Françoise de Lannoy (1513-1562)    | Françoise de Lannoy (1513-1562)    |                                    |                                    |                                    |                                    |  |  |  |  |  |  |  |  |  |  |  |  |  |  |  |  |  |  |  |  |  |  |  |  |  |  |  |  |  |  |  |  |  |  |  |  |  |  |  |  |  |  |  |  |  |  |  |  |
|                                         |                                         |                                         |                                         |                                            |                                            |                                            |                                            |                                            |                                            | Willem van Oranje (1533–1584)            | Willem van Oranje (1533–1584)            | Willem van Oranje (1533–1584) | Willem van Oranje (1533–1584) | Willem van Oranje (1533–1584)                  | Willem van Oranje (1533–1584)                  |                                                |                                                |                                                |                                                |                                              |                                              |                                          |                                          |                                          |                                          |                                      |                                      |                                                |                                                |                                                |                                                |                                                |                                                |                                    |                                    |                                    |                                    | Anna van Egmond (1533-1558)       | Anna van Egmond (1533-1558)       | Anna van Egmond (1533-1558) | Anna van Egmond (1533-1558) | Anna van Egmond (1533-1558)    | Anna van Egmond (1533-1558)    |                                 |                                 |                                 |                                 |                                    |                                    |                                    |                                    |                                    |                                    |  |  |  |  |  |  |  |  |  |  |  |  |  |  |  |  |  |  |  |  |  |  |  |  |  |  |  |  |  |  |  |  |  |  |  |  |  |  |  |  |  |  |  |  |  |  |  |  |
|                                         |                                         |                                         |                                         |                                            |                                            |                                            |                                            |                                            |                                            | Willem van Oranje (1533–1584)            | Willem van Oranje (1533–1584)            | Willem van Oranje (1533–1584) | Willem van Oranje (1533–1584) | Willem van Oranje (1533–1584)                  | Willem van Oranje (1533–1584)                  |                                                |                                                |                                                |                                                |                                              |                                              |                                          |                                          |                                          |                                          |                                      |                                      |                                                |                                                |                                                |                                                |                                                |                                                |                                    |                                    |                                    |                                    | Anna van Egmond (1533-1558)       | Anna van Egmond (1533-1558)       | Anna van Egmond (1533-1558) | Anna van Egmond (1533-1558) | Anna van Egmond (1533-1558)    | Anna van Egmond (1533-1558)    |                                 |                                 |                                 |                                 |                                    |                                    |                                    |                                    |                                    |                                    |  |  |  |  |  |  |  |  |  |  |  |  |  |  |  |  |  |  |  |  |  |  |  |  |  |  |  |  |  |  |  |  |  |  |  |  |  |  |  |  |  |  |  |  |  |  |  |  |
|                                         |                                         |                                         |                                         |                                            |                                            |                                            |                                            |                                            |                                            |                                          |                                          |                               |                               |                                                |                                                |                                                |                                                |                                                |                                                |                                              |                                              |                                          |                                          |                                          |                                          |                                      |                                      |                                                |                                                |                                                |                                                |                                                |                                                |                                    |                                    |                                    |                                    |                                   |                                   |                             |                             |                                |                                |                                 |                                 |                                 |                                 |                                    |                                    |                                    |                                    |                                    |                                    |  |  |  |  |  |  |  |  |  |  |  |  |  |  |  |  |  |  |  |  |  |  |  |  |  |  |  |  |  |  |  |  |  |  |  |  |  |  |  |  |  |  |  |  |  |  |  |  |
|                                         |                                         |                                         |                                         |                                            |                                            |                                            |                                            |                                            |                                            |                                          |                                          |                               |                               |                                                |                                                |                                                |                                                |                                                |                                                |                                              |                                              |                                          |                                          |                                          |                                          |                                      |                                      |                                                |                                                |                                                |                                                |                                                |                                                |                                    |                                    |                                    |                                    |                                   |                                   |                             |                             |                                |                                |                                 |                                 |                                 |                                 |                                    |                                    |                                    |                                    |                                    |                                    |  |  |  |  |  |  |  |  |  |  |  |  |  |  |  |  |  |  |  |  |  |  |  |  |  |  |  |  |  |  |  |  |  |  |  |  |  |  |  |  |  |  |  |  |  |  |  |  |
|                                         |                                         |                                         |                                         |                                            |                                            |                                            |                                            |                                            |                                            |                                          |                                          |                               |                               | Maria van Nassau (1553–1554)                   | Maria van Nassau (1553–1554)                   | Maria van Nassau (1553–1554)                   | Maria van Nassau (1553–1554)                   | Maria van Nassau (1553–1554)                   | Maria van Nassau (1553–1554)                   |                                              |                                              |                                          |                                          | Filips Willem van Oranje (1554–1618)     | Filips Willem van Oranje (1554–1618)     | Filips Willem van Oranje (1554–1618) | Filips Willem van Oranje (1554–1618) | Filips Willem van Oranje (1554–1618)           | Filips Willem van Oranje (1554–1618)           |                                                |                                                |                                                |                                                | Maria van Nassau (1556–1616)       | Maria van Nassau (1556–1616)       | Maria van Nassau (1556–1616)       | Maria van Nassau (1556–1616)       | Maria van Nassau (1556–1616)      | Maria van Nassau (1556–1616)      |                             |                             |                                |                                |                                 |                                 |                                 |                                 |                                    |                                    |                                    |                                    |                                    |                                    |  |  |  |  |  |  |  |  |  |  |  |  |  |  |  |  |  |  |  |  |  |  |  |  |  |  |  |  |  |  |  |  |  |  |  |  |  |  |  |  |  |  |  |  |  |  |  |  |

## Publicaties
- Van der Eycken, M. (2018): Filips Willem. Prins van Oranje, heer van Diest, Amsterdam: Amsterdam University Press.
- Van de Walle de Ghelcke, B. (2018): Nos beaux portraits. Faux Tilly et vrai Orange-Nassau. Propos autour du portrait présumé de Philippe-Guillaume d’Orange-Nassau attribué à Frans Pourbus le Jeune, in Le Parchemin, Brussel, n. 436, juli-augustus 2018, blzd. 381–436.
- Schipperus, P.J. (2018): Philips-Willem. De verloren zoon van Willem van Oranje, Utrecht, Omniboek.